# Kanton Ossun
Ossun is een kanton van het Franse departement Hautes-Pyrénées. Het kanton maakt deel uit van het arrondissement Tarbes. Bij de herindeling van de kantons in 2014/2015 werd het niet gewijzigd.

## Gemeenten
Het kanton Ossun omvat de volgende gemeenten:
- Averan
- Azereix
- Barry
- Bénac
- Gardères
- Hibarette
- Juillan
- Lamarque-Pontacq
- Lanne
- Layrisse
- Loucrup
- Louey
- Luquet
- Orincles
- Ossun (hoofdplaats)
- Séron
- Visker